# Sinanapis crassitarsa
Espèce
Synonymes
- Sinanapis thaleri Ono, 2009

Sinanapis crassitarsa est une espèce d'araignées aranéomorphes de la famille des Anapidae.

## Distribution
Cette espèce se rencontre en Chine au Yunnan, au Laos et au Viêt Nam.

## Publication originale
- Wunderlich & Song, 1995 : Four new spider species of the families Anapidae, Linyphiidae and Nesticidae from a tropical rain forest area of SW-China. Beiträge zur Araneologie, vol. 4, p. 343-351.